# 偽三維
偽三维（又称为2.5D、假3D或偽3D），是一种用于在二维画面中所应用的技术，使图像或场景有着三维的视觉效果。對於電子遊戲來說，在多邊形技術未成熟或是遊戲主機（電腦、电子游戏机）機能不足以支持的時代，產生了許多运用此类技术的过渡產物。此类游戏雖然有著看似立體的外观，可是卻並非是真正意義上的三维遊戲，因此一般都被統稱為伪三维遊戲。在部分三维图形游戏中，仅使用平面坐标或使用固定相机位置的游戏同样被称作伪三维游戏。作为对比，没有以上限制的三维图形技术游戏就被称为真三维游戏。伪三维在现实生活中也很常见。

## 计算机图形

### 等轴测投影和斜向投影

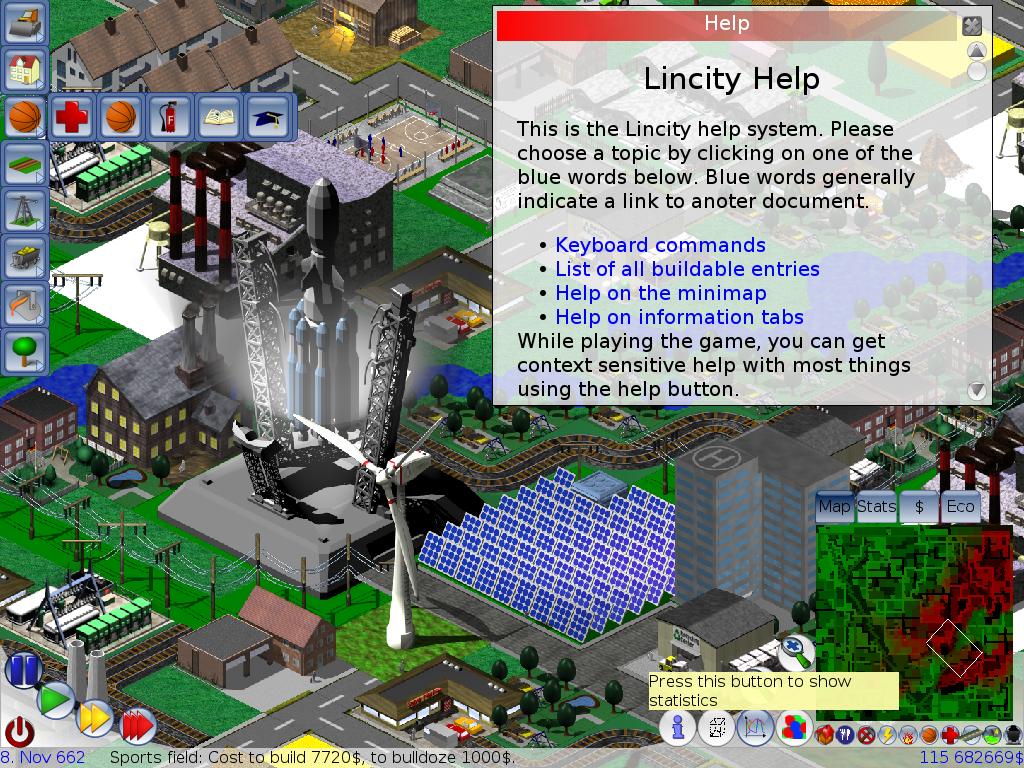
Lincity将二维等轴测投影图像组合在一起来形成伪三维效果

在等轴测投影和斜向投影这两种投影的形式中，视角被轻微转动来使得物体的其他面可见，产生一种三维环境的感觉。可以认为一个物体被“倾斜放置”在屏幕前。图像可以被看作该物体的特定角度在游戏平面上的投影，且不同边的长度根据投影位置关系被分别调整。
这种效果常用于二维游戏的相机透视效果。在第四世代游戏机和掌上游戏机中较为常见。较新的战略游戏和角色扮演游戏也经常用到。它结合了俯视视角游戏的角色的操控性和横版游戏的角色辨识度。这样玩家就能够获得游戏世界的一个俯视视角，同时能够看到角色的身体侧面细节，而不是像俯视游戏一样只能够看到角色头顶和肩部。
等轴测投影有三大类别：等距投影 ，二轴测投影（对称与不对称）和三角投影。等距投影在工程图领域较为常见。这种投影方法通过旋转物体使三条坐标轴投影的夹角均为120度。这样的好处是物体在三个方向上的缩放长度均相等。在游戏中，为方便在方形像素显示器上进行抗锯齿处理，大部分投影处理选择2:1的像素长宽比例。
《创世纪七：黑月之门》 (Ultima VII: The Black Gate) 和《送报员》（Paperboy） 均使用等轴测投影，而《模拟城市2000》、角色扮演游戏《暗黑破坏神》 和《博德之门》（Baldur's Gate）均使用斜向投影。

### 看板
在三维场景中，看板技术常常指视野中的一个二维图像元素。因其效果类似于看板的外观而得名。这项技术在20世纪90年代初的游戏中被普遍应用，因当时设备机能限制，无法很好的渲染全三维的物体。这项技术也同样被应用于背景中。当一个物体距离相机过远时，可以将其用二维的精灵图代替，从而大幅提升游戏性能。在游戏中最为常见的看板技术莫过于粒子（雨滴，烟，火花等）和分辨率要求不高的的植被。侏罗纪公园：侵入者 就是经典案例之一。这项技术曾经被大量游戏应用，如Rome: Total War 将其用于表示战场上成千上万的士兵。第一人称射击游戏毁灭公爵3D 和赛车游戏马力欧卡丁车 均有用到此项技术。

### 天空盒与穹顶

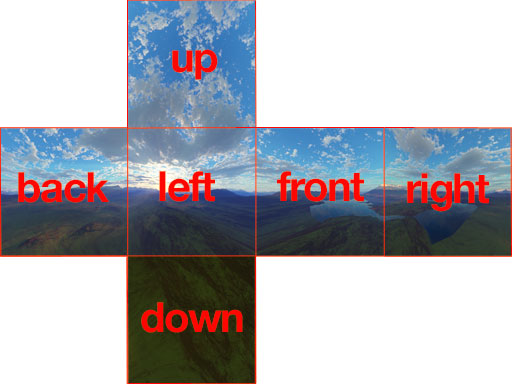
已标记好各个面的天空盒贴图

天空盒或穹顶被用于创造一个看起来比实际视野更加广阔的环境。如果使用的是方形的天空盒，远到无法触及的物体如高山和云等将会以方形贴图技术表现在四周，创造出一种三维空间遥远物体的感觉。穹顶则使用球体或半球体。
天空盒或穹顶一般随着视野位置一起移动，来让观察者感到其贴图上的景物十分遥远。因为在真实世界中，随着观察者移动，远处的景物看起来也并不会有太大改变。因此，天空盒或穹顶中的景物看起来与观察者始终保持着无限远的距离。在背景贴图中不应包含过多分离的物体或较近的物体，否则将会导致观察者移动时发现物体仍然静止，从而产生违和感。

### 近大远小
在某些游戏里，部分物体的大小会随着与玩家的远近不同而改变。世嘉于1986年发布的游戏Out Run 就是一个典型例子。
在Out Run 中，玩家需驾驶一辆法拉利深入游戏场景。街道两侧的棕榈树虽使用同一个位图，但被缩放到不同的大小以营造远近感。大量消耗内存的看板被Out Run 用于渲染即使在最高能见度模式下也看不到边际的水波和玉米地。
Drakkhen 作为第一个宣称使用三维场景的角色扮演游戏值得一提。然而，游戏并不包含三维引擎，而是使用缩放玩家的算法来营造类似的效果。玩家的队伍在向量控制的场景内活动，而所有的物体都根据距离进行缩放。 Drakkhen 还带有动态昼夜交替和开放世界游戏，均在同时代游戏中难得一见。此类引擎后来被用于Eternam 游戏。
某些移动端游戏，比如Asphalt: Urban GT 2 和Asphalt 3: Street Rules 的移动版，使用这种方法渲染景物和楼房。

### 平行滚动

平行滚动的一个简易示范

平行滚动指一组二维精灵图或图片层独立于背景以不同的速度移动来营造景深的效果。:103  上世纪40年代，传统动画所使用的多平面相机衍生出了这项技术。 这种技术最初被用于1982年的街机游戏Moon Patrol。.
Rise of the Triad 的天空，Rygar，刺猬索尼克，快打旋風II （Street Fighter II: The World Warrior），Shadow of the Beast，Dracula X Chronicles，超级马力欧世界 中靠近靠近幻象森林出口的一关和未使用的一关。

### Mode 7
Mode 7是电子游戏机超级任天堂的一种图形方式，可让逐扫描线式的背景层支持旋转与缩放以创造大量不同的三维效果。

### 射线渲染

简易的射线渲染示范

使用射线渲染技术的游戏在相机位置从不同角度射出多条“射线”，当它们碰到墙或物体时，将会在屏幕对应位置渲染图像。 
早期的第一人称射击游戏使用射线渲染来创造一个类似于三维的效果。即使看上去是三维世界，玩家既不能上下转动视角，也不能跳跃或蹲下，因为地图仍是二维的。

### 凹凸贴图，法线贴图和视差贴图
凹凸贴图，法线贴图和视差贴图是在3D渲染（例如视频游戏）中处理纹理的技术，以在不需要渲染额外多边形的情况下表现出物体表面上的凹凸纹路。经过此类技术处理后，诸如石墙等表面的纹理外观将具有更明显的深度，看起来更为真实，对渲染的负载影响也较小。
凹凸贴图技术根据一张叫做“高度图”的灰度图片，在光照计算期间扰动物体的表面法线来实现物体表面凹凸不平的效果。尽管物体的表面形状实际上没有改变，视觉上该物体的表面已经变得凹凸不平。凹凸贴图技术由Blinn于1978年引入。

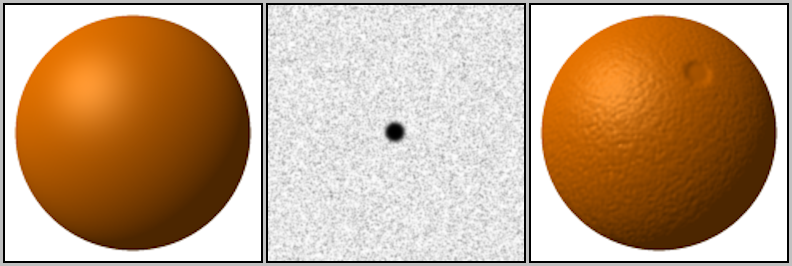
左图为未处理的球体。中图为即将使用的“模板”灰度图片。右图为处理后的球体

法线贴图将阴影点到光源方向的单位矢量与垂直于该表面的单位矢量相乘，得到的数量积即为该表面上的亮度。你无法用多边形构造一个完美的球体，但通过在你的“球体”上应用一个3通道位图贴图，可以加入更精致的多边形效果。该位图中的每个通道对应一个空间维度（XYZ），这些空间维度关联于某个恒定坐标系来计算基于该对象的物体空间凹凸贴图，或某个缓慢变化的坐标系（由贴图材质坐标的位置决定）来计算基于对象切面的切空间凹凸贴图。与先进的照明技术相结合，法线贴图可以有效地为你的“球体”表面增加更多细节。
视差贴图（又被称为补偿贴图或虚拟位移贴图）是增强过的凹凸贴图与法线贴图技术。该技术通过计算视差角（视线与渲染平面法线构成的角）的正切值函数与视角位置的投影高度来偏移表面上的材质。 在更倾斜的角度，材质会更加偏移，通过透视原理产生随视角变化的表面“深度”的错觉。

## 影视和动画技术
该术语还用于描述通常在音乐影片中使用的动画效果，更常见的是在标题序列中使用。 电影受到电影制片人罗伯特·埃文斯（Robert Evans）的改写而引起了人们的广泛关注，其中涉及在三维空间中对二维图片进行分层和动画处理。 此技术的早期示例包括Liz Phair的音乐视频Down（由Rodney Ascher导演）和“ A Special Tree”（由音乐家Giorgio Moroder导演）。

## 平面设计

人为虚假阴影和反射使这些桌面图标显示为三维。

该术语还指的是图标和图形用户界面（GUI）设计中经常使用的效果，其中左侧（或在某些情况下为右侧）存在虚拟光源会产生轻微的3D幻觉， 和一个人的计算机显示器上方。 光源本身始终是不可见的，但其效果可以从顶部和左侧的较浅颜色（模拟反射）以及在此类对象的右侧和下方的较暗颜色（模拟阴影）中看到。
可以在某些专用的图形设计软件（例如Pixologic或ZBrush）中找到该技术的高级版本。 这个想法是程序的画布代表一个普通的2D绘画表面，但是保存像素信息的数据结构还能够存储有关索引的信息以及材质设置，镜面反射性等。 该数据因此可以模拟照明，阴影等。

## 2.5D和3D繪圖的比較
在數位繪畫的領域裏，立體式數位繪畫是以立體圖形或半立體圖形來表現物體的外觀、特徵及造型的繪圖方式，可分為2.5D數位繪畫及3D數位繪畫兩種，通常以3D數位繪畫稱之。而2.5D數位繪畫建構圖像的方式與3D數位繪畫雷同，從建模( Modeling )、材質和紋理貼圖（Material & Texturing）、攝影機和燈光設定（Camera & Lighting）到算圖(Rendering )，皆以相同的繪圖方式進行。但2.5D數位繪畫，則較接近一般浮雕的表現方式，以單面立體圖形重疊的方式處理，因此2.5D數位繪畫大都只能從單一角度取得所需要的畫面。

## 2.5D 平台游戏

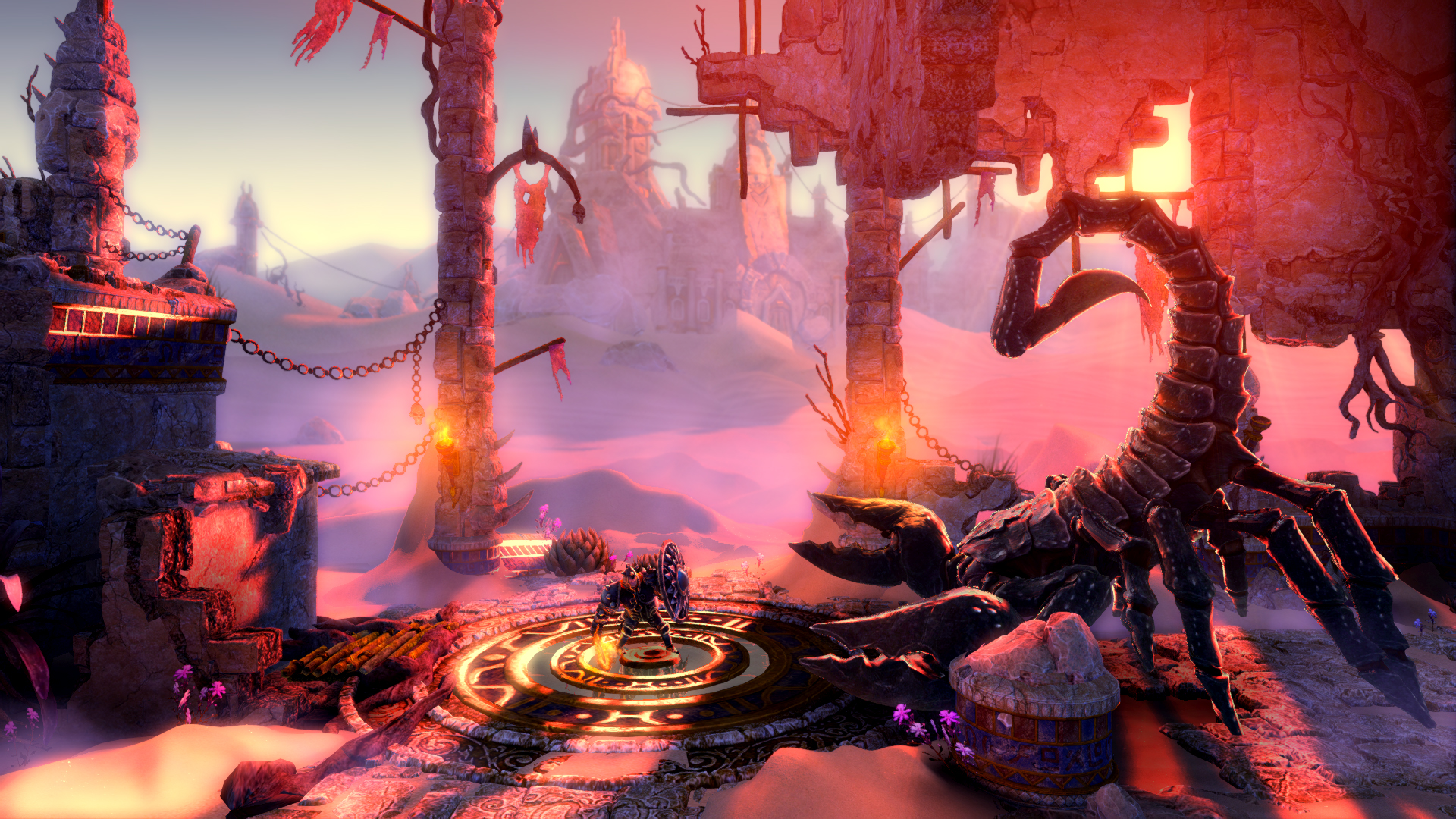
Trine 2具有3D图形功能，但其游戏玩法仅限于2D平面。

术语“ 2.5D”也适用于使用多边形图形渲染世界和/或角色，但其游戏玩法仅限于2D平面的3D游戏。示例包括Pandemonium！，Einhänder，風之少年 通往幻夢界之門 （Klonoa: Door to Phantomile），星之卡比64 （Kirby 64: The Crystal Shards）（尽管场景朝向和远离相机），小小大星球（LittleBigPlanet）（尽管它具有三层厚的运动场），飛天幽夢 （Nights into Dreams）。以及《新超级马里奥兄弟》的Crash Bandicoot系列有时被称为2.5D，因为角色和场景以3D渲染，但是其大多数级别都不像“真正的” 3D平台游戏那样自由漫游。
一些格斗游戏，例如《超级粉碎兄弟》系列，《漫威与Capcom 3》，《街头霸王IV》，《真人快打》，《 BlazBlue》，《罪恶装备Xrd》和《拳皇XIV》，还使用2.5D来展示3D背景和/或角色，同时限制动作到2D平面。 2D滚动射击游戏是另一种类型，其中2D游戏（例如在《Ikaruga》中）经常使用3D图形。
在某些游戏中，例如Goemon的《大冒险》和《 Pandemonium！》，游戏区域可以描述为在三维空间中的二维曲面扭曲和弯曲。在此表面内，角色和物理行为类似于传统的侧滚平台游戏。但是，有一些通常的侧滑平台游戏无法实现的扭曲：在此类游戏中，通常是让二维平面在某些点上与自身或其他平面交叉，从而在过程中产生“轨迹切换” 。玩家可以通过这种方式探索3D世界的不同区域，也可以无缝地回到先前的点。与“背景”（3D风景中不可访问的点）的交互也得到了广泛使用。其他2.5D游戏允许角色与原始2D平面之外的对象进行交互；例如，在平台游戏射击者Shadow Complex中，玩家可能需要瞄准并向场景背景中的敌人射击。

## 历史
最早使用伪3D的视频游戏主要是街机游戏，最早的已知示例可以追溯到1970年代中期，当时开发者们开始使用微处理器。 1975年太東（Taito）发行了《Interceptor》，早期的第一人称射击和战斗飞行模拟器，涉及到驾驶喷气式战斗机，使用八向操纵杆瞄准十字准线，并向敌机射击，该敌机以两列的形式移动，并根据距飞机的距离而增加/减小。 1976年，世嘉发布了Moto-Cross，这是一款基于摩托车越野比赛的早期黑白摩托车视频游戏，最引人注目的是引入了早期的三维第三人称视角。  该年晚些时候遂将游戏重新命名为Fonz，作为流行情景喜剧《快乐日子》的搭档。 两种版本的游戏均以第三人称视角显示了不断变化的向前滚动道路和玩家的自行车，其中，靠近玩家的物体大于靠近地平线的物体，目的是使车辆越过马路， 争分夺秒地赛车，同时避免任何迎面而来的摩托车或越野驾驶。此外还有雅達利（Atari）的夜間飆車（Night Driver），尽管看不到道路或玩家的车，但该游戏还是它在路边呈现了一系列标识。 使用矢量图形的游戏在创建伪3D效果方面具有优势。 1979年的Speed Freak更详细地重现了Night Driver的视角。
1979年，任天堂推出了Radar Scope，这是一个射击类游戏，它为该类型引入了三维第三人称视角，几年后又被科樂美（Konami）的Juno First和動視（Activision）的Beamrider等同类游戏所模仿。1980年，雅達利的終極戰區（Battlezone）是伪3D游戏的突破，以前所未有的逼真度重新创建了3D视角，尽管游戏玩法仍是平面的。 同年，Red Baron更新，采用缩放矢量图像的方法创建了向前滚动的轨道射击游戏。
世嘉的街机射击游戏《Space Tactics》于1980年发布，允许玩家使用GUI十字准线瞄准目标，并向靠近他们的敌人发射激光到屏幕上，从而创造早期3D效果。

## 技术细节与概括
使用伪3D而不是“真实” 3D计算机图形的原因是，必须模拟三维外观的图形的系统功能不足，无法处理3D计算机图形的计算密集型例程，但仍能够使用修改2D图形（如位图）的技巧。这些技巧之一是越来越多地拉伸位图，从而使其在每个步骤中都变大，以使对象的效果越来越接近播放器。
即使简单的阴影和图像大小也可以视为伪3D，因为阴影使图像看起来更逼真。如果2D游戏中的灯光是2D，则仅在轮廓上可见，并且由于轮廓通常很暗，因此不会非常清晰可见。但是，任何可见的阴影都将指示伪3D照明的使用，并且图像使用伪3D图形。更改图像的大小可能会导致图像看起来越来越近或越来越远，可以考虑模拟第三维。
维度是数据的变量，可以映射到空间中的特定位置；通过向x，y或z平面添加值，可以为2D数据指定3D体积。将每个2D位置与高度/高程值相关联的“将高度分配给地形图的2D区域”将创建2.5D投影；这并不是“真正的3D表示”，而是像3D视觉表示一样使用，以“简化图像的视觉处理以及所得到的空间认知”。